# 英國歷史
英國歷史即聯合王國历史（英語：History of the United Kingdom），其發展以英格蘭王國為核心，逐次併入威爾斯公國、蘇格蘭王國和愛爾蘭王國。目前聯合王國的領土包含英格蘭、威爾斯、蘇格蘭和北愛爾蘭。
1535年，英格蘭王國以《聯合法案公章》合併威爾斯公國成为英格兰和威尔士，再以《1707年聯合法案》合併蘇格蘭王國成為大不列顛王國，再以《1800年聯合法案》合併愛爾蘭王國成為大不列顛與愛爾蘭聯合王國。1922年，愛爾蘭自由邦（今為愛爾蘭共和國）脫離聯合王國，但北愛爾蘭留下。1927年，英國國名正式改為今日的名稱（愛爾蘭字樣改為北愛爾蘭）。

## 征服與合併

### 征服威爾斯
中世紀時候，威爾斯由許多地方公國分別統治，幾乎沒統一過。當英格蘭受到諾曼人侵入時，威爾斯人也南進接鄰英格蘭的邊界地區，在當地和威爾斯東部建立一些貴族統治。威爾斯北部和西部則逐漸統一在罗埃林大王等人之下。
1282年，英格蘭王愛德華一世征服最後一個威爾斯北部和西部的威爾斯公國，兩年後以《羅德蘭法令》（Statute of Rhuddlan）確立自己在該地區的統治。1301年2月7日，他為了平息當地威爾斯人，冊封其出生於威爾斯的兒子為威爾斯親王（後來繼任為愛德華二世）。此一將威爾斯親王頭銜封給英國君主長子的傳統，至今持續實行。英王室直接統治這塊地區，故稱之威爾斯公國（1284年—1536年）。該公國之外的威爾斯東部和南部地區，仍然不受英王管轄。
1535年，《聯合法案》完成英格蘭和威爾斯的統一，劃分後者為13個郡，並規定英格蘭法律通行全威爾斯，英文為其官方語言。大部分威爾斯人因此無法擔任政府公職，但可以派代表參與英國國會。

### 合併蘇格蘭
蘇格蘭原是獨立王國，不受南方鄰居英格蘭統治。蘇格蘭氣候較惡劣，相對貧窮。蘇格蘭和法國的「老同盟」關係，向來使英格蘭相當緊張，企圖離間蘇格蘭和天主教法國。蘇格蘭宗教改革派利用此一天主教新舊教派的矛盾，迫使舊教的蘇格蘭女王瑪麗一世於1567年退位，逃亡至英格蘭，最终于1587年2月8日被當時的英王伊莉莎白一世处死。詹姆士六世幼年繼位，由新教的大臣攝政至1583年。
1603年，蘇格蘭詹姆士六世繼承伊莉莎白一世，成為英格蘭王詹姆士一世，開始斯圖亞特王朝，但兩王國分立且各有議會。往後100餘年中，雙方在宗教和政治的差異仍大，時有對立競爭衝突，共通的王室也無法阻止。
1625年，查理一世繼位。他以君權神授說擴大王權，與議會氣氛緊張，進而發生戰爭。這場英國內戰從1642年開始，至1649年以國王被處死為結束，國家進入英格兰联邦時期（1649年－1653年），克倫威爾成為护国公。新政權未得到廣泛支持。克倫威爾死後，其子理查·克伦威尔受到軍官和人民逼迫，重新召開父親解散的議會。1659年，議會宣佈君主制復辟。1660年，查理二世登基。
1702年，安妮女王繼位，希望更緊密結合蘇格蘭。1706年，她公布聯合法案草案，認真協商合併。但蘇格蘭內部激烈辯論，某些地區還相當排斥。反對者認為草案缺少利益方面的協議，必然會失敗。蘇格蘭議會最後決議接受，主因是它已接近破產。
安妮女王批准《1707年聯合法案》，廢止雙方王國和議會，取代為“大不列顛聯合王國”和“大不列顛議會”，自己是首位大不列顛君王。議會設在倫敦西敏寺，內有45名蘇格蘭議員。兩地從此可以自由貿易，但原有的制度習俗依然維持、法律仍舊分開、貨幣各自發行、蘇格蘭教會與英格蘭教會也同時保留。該法案並計畫改名兩地為“北不列顛”、“南不列顛”，但由於無人使用而很快取消。
2012年10月15日，英國首相卡梅倫和苏格兰首席部長薩蒙德簽訂協議，苏格兰在2014年秋季就是否獨立進行全民公投。2014年9月18日苏格兰举行独立公投。最终投票结果是55%反对独立，45%支持独立，苏格兰继续留在英国。

### 合併愛爾蘭
英格蘭王亨利二世展開對愛爾蘭的征服，起因是諾曼人在愛爾蘭取得根據地。他們並非英格蘭人，也不聽從英格蘭王命令。諾曼人理查·費茲吉伯特·克雷是威爾斯男爵，外號「強弓手」。他協助一位被驅逐的愛爾蘭國王迪阿爾木德·麥克姆洛（Diarmuid MacMorrough）奪回其蘭斯特王國。1170年，他佔領都柏林。
亨利二世擔心「強弓手」勢力太大，就在1171年領軍攻打愛爾蘭，征服都柏林和附近地區，建成「愛爾蘭領地」，交由其四子約翰統治。1199年，約翰繼承其兄理查一世死後的王位，稱號不變。他在都柏林設立議會，但只對「佩爾」地區有律法權，自己掌控的地區也相當窄小。愛爾蘭領地從此由英王直接統治。
1541年，愛爾蘭議會決議建成愛爾蘭王國（1541年—1800年），以亨利八世為統治者。但亨利八世想得到超越議會的權力，所以拒絕這頭銜，隔年再自稱為愛爾蘭國王。兩邊的王位從此結合，類似1603年英格蘭和蘇格蘭的情形。16世紀另一現象是英格蘭大力開發殖民地，其影響力遂更加深入愛爾蘭。雙方終於在1800年合併，但愛爾蘭自由邦於1922年獨立，北愛爾蘭則留下。

## 聯合王國與大英國協

英國國旗圖案是由英格蘭、蘇格蘭、愛爾蘭旗組合成的

19世紀中期以後，“聯合王國”由於勢力衰退和民族主義興盛（尤其印度和埃及），逐漸放鬆對殖民地的控制。1867年－1910年間，聯合王國給予澳大利亞、加拿大、紐西蘭“自治領”的地位，相互仍有緊密關係。1920年代，英國開始考慮讓殖民地自主。1931年，《西敏寺法令》通過，大英國協正式成立，前三者成為創始會員國，大英帝國正式瓦解。
1947年，印度和巴基斯坦獨立，其餘殖民地紛紛跟隨，幾乎都成功獨立，並成為大英國協的會員國。仍有13個殖民地，包括百慕達、直布羅陀，福克蘭群島，選擇不獨立而成為英國海外領地。

## 二战后和今天
第二次世界大戰後，英國工黨迅速崛起，在歷次大選均取得佳績，於1945至1951年、1964至1970年及1974至1979年長期執政。期間工黨政府推動大力為公用事業和主要工業國有化，並設立國民保健署，推動免費醫療及教育，使英國逐漸走上福利國家的道路。保守黨最初反對這種方針，但不久以後卻又受到所有政黨支持，並為歷屆政府所沿襲，因此產生所謂的「戰後共識」。「戰後共識」的時代一直至戴卓爾夫人在1970年代成為保守黨黨魁才走上終結。
1979年英國大選，戴卓爾夫人上台後，開始推動部分企業私有化，为了使英國经济恢复活力，摆脱“英国病”的困扰，她抛弃二战之后的所谓“共识政治”与凯恩斯主义政策，政府對经济活動的干預减少，大多数国营事业私有化，劳动力市場也变得更具彈性，在財政上採用貨幣主義政策，英国经济最终走出长期“滞胀”的局面。自1981年以后，其年实际增长率达3%以上，在當時是仅次于日本的主要西方发达国家。在社会文化领域，撒切尔夫人则致力于抨击福利制度所衍生的“不劳而获”思想，颂扬传统的中产阶级道德，鼓吹通过努力工作以创造财富，而非追求财富的再分配。然而戴卓爾夫人的政策也使得英国社会出現分裂，尤其是财政紧缩与产业转型，对于英国的传统产业造成巨大的冲击，導致大批工人失業。
1997年英國大選，英国工党成為执政党，結束保守黨18年的執政，取得執政權。其领袖托尼·布萊爾成為新任首相，他是英國185年來最年輕的首相。連任三屆後，2007年5月11日，執政十年的布萊爾在其選區宣布辭任首相並推薦英國財政大臣戈登·布朗接任，布朗於6月17日正式就任首相。
2010年英國大選，選舉結果，出現自1974年2月以來首個懸峙國會，最後保守黨與自民黨達成協議，組建65年首個和平時期的聯合政府。保守黨黨魁大衛·卡梅倫出任首相，自民黨黨魁尼克·克萊格出任副首相。卡梅倫成為英國200年來最年輕的首相，比布萊爾當選時更年輕5個月。
2013年2月5日，英國議會舉行投票以壓倒優勢通過同性戀合法化法案。英國首相卡梅倫帶頭支持的這項法案，一直受到執政保守黨黨內部分議員的強烈反對。在下院舉行的首次投票中，這項法案以400票支持，175票反對獲得通過。絕大多數支持票來自左翼的工黨和自民黨議員，卡梅倫領導的保守黨中，有約一半議員投了反對票或者棄權票。有議員更批評卡梅倫為討民心，不惜犧牲保守黨核心價值，恐令卡梅倫黨魁地位再受動搖。
2013年5月21日，英國下議院以366票支持，161票反對，三讀通過在英格蘭和威爾士承認同性婚姻。有關法案使保守黨內部出現嚴重分歧。聯合政府另一政黨自民黨和在野工黨領袖均表示支持法案。法案下一步將移交上議院辯論，首相卡梅倫希望能盡快為同性婚姻立法。卡梅倫決意推動法案，但面對黨內的反對。反對法案的包括保守黨高官威爾士大臣戴維·瓊斯和環境大臣奧文·佩特森，還有10名初級官員，倒戈的保守黨員共133人。
2016年6月23日，英国举行脱欧公投，结果显示51.89%投票支持脱欧。随后英国国会推出《退出欧盟法案》（European Union (Withdrawal) Act 2018），计划于2019年3月29日正式退出欧盟。经过长达数年的波折，欧洲议会于2020年1月29日通过《英国脱欧协议》，正式宣布英国脱欧。
2022年9月8日，统治英国长达70年的女王伊丽莎白二世去世，享年96岁。其子查尔斯三世继位。

## 参阅
| - 大英帝國 - 聯合王國 英國海外領地 《1536年聯合法案》 《1707年聯合法案》 《1800年聯合法案》 | - 英格蘭歷史 - 蘇格蘭歷史 - 威爾斯歷史 - 北愛爾蘭歷史 | - 英國相關主題列表 英國經濟史 英國軍事史 英國宗教 - 歐洲歷史 |

## 外部連結
- 不列颠历史 （页面存档备份，存于）
- Text of 1800 Act of Union
- Act of Union virtual library （页面存档备份，存于）